# Tilarán (cantão)
Tilarán é um cantão da Costa Rica, situado na província de Guanacaste. Limita ao norte com Guatuso, a oeste com Cañas, a leste com San Carlos, e ao sul com Abangares. Possui uma área de 638,39 km² e sua população está estimada em 19.640 habitantes.

## Divisão política
Atualmente, o cantão de Tilarán possui 7 distritos:
|   | Nome do Distrito |
| - | ---------------- |
| 1 | Tilarán          |
| 2 | Quebrada Grande  |
| 3 | Tronadora        |
| 4 | Santa Rosa       |
| 5 | Líbano           |
| 6 | Tierras Morenas  |
| 7 | Arenal           |